# Miyazawa Goro
Dans ce nom japonais, le nom de famille, Miyazawa, précède le nom personnel.
Miyazawa Goro (宮沢吾朗), né le 29 novembre 1949, est un joueur de go professionnel au Japon.
Miyazawa est devenu professionnel en 1966, et a atteint le grade de 9e dan en 1993. Il réside actuellement au Japon dans la préfecture de Kanagawa.

## Titres
| Titre     | Années     |
| --------- | ---------- |
| Shinjin-O | 1980, 1985 |
| Total     | 2          |